# Pageland
Pageland – miasto w Stanach Zjednoczonych, w stanie Karolina Południowa, w hrabstwie Chesterfield.